# Monika Gsell
Monika Gsell (* 1961) ist eine Schweizer Psychoanalytikerin, Geschlechterforscherin, Kulturwissenschaftlerin, Dozentin und Autorin.

## Biographie
Gsell studierte Philosophie und Germanistik an der Universität Basel. Am Psychoanalytischen Seminar Zürich (PSZ) erhielt sie eine Ausbildung zur Psychoanalytikerin. Ihr Doktorat absolvierte Gsell 1998 in Basel mit der psychoanalytisch-kulturgeschichtlichen Arbeit über Die Bedeutung der Baubo. Am Zürcher Institut für Sexologie und Sexualtherapie (ZISS) liess sie sich in Sexualtherapie weiterbilden.
Im Jahr 2003 eröffnete sie eine eigene Praxis für Psychoanalyse. 2011 übernahm sie zusätzlich die wissenschaftliche Projektleitung der «Judith Le Soldat-Stiftung». Gsell zeichnet für die kritische und kommentierte Edition des Nachlasses verantwortlich. Von 2001 bis 2023 war Gsell zudem wissenschaftliche Mitarbeiterin am Fachbereich Gender Studies an der Universität Zürich. 

## Forschungsinteressen
Ihre Forschung und Veröffentlichungen widmet Gsell unter psychoanalytischer Perspektive insbesondere den Themen Weiblichkeit und Männlichkeit, der interkulturellen Betrachtung chirurgischer Eingriffe in den menschlichen Genitalbereich und damit insgesamt zugleich auch dem Verhältnis von Körper, Psyche und Kultur, aber auch der Repräsentation unbewusster Konflikte in Literatur, Film und Kunst. Bei ihren Bemühungen, ihren Forschungsfragen auf den Grund zu gehen, verwendet sie die Psychoanalyse sowohl als Theorie der unbewussten Konflikte, als auch als Technik ihrer Behandlung.
In ihren wissenschaftlichen Arbeiten verfolge Gsell, „stets ein doppeltes Anliegen“. Sie wolle „ein Bewusstsein für die psychische Bedeutung von Männlichkeit und Weiblichkeit und die damit verbundenen (Trieb-)Konflikte und Lösungen“ vermitteln und zugleich die nicht immer leicht zu verstehenden theoretischen Konzepte von Freud und Le Soldat verständlich aufbereiten, die ihr für ein Verständnis „unverzichtbar erscheinen“.

## Drehbücher
Gsell verfasste mit Thomas Imbach die Drehbücher zu den Dokumentarfilmen Well Done (1994) und Ghetto (1997). Beide Filme erhielten internationale Auszeichnungen.

## Veröffentlichungen
Autorin
- Die Bedeutung der Baubo. Zur Repräsentation des weiblichen Genitales. (Dissertation Universität Basel, 1998) Stroemfeld, Frankfurt am Main 2001. ISBN 3-86109-147-X.
- Mit Markus Zürcher: Licht ins Dunkel der Bisexualität. Bisexualität, anatomische Geschlechtsdifferenz und die psychoanalytische Bedeutung von männlich und weiblich. PSYCHE 65, 2011, S. 669–729.
- Mit Ralf Binswanger: Psychosexuelle Entwicklung und Geschlechtsidentität unter intersexuellen Konditionen. 2012.
- Was ist anders am «anderen Ufer»? Zu Judith Le Soldats «Grund zur Homosexualität». (Online) In: Journal für Psychoanalyse (2016) 57:27–47.

Herausgeberin der Judith Le Soldat-Werkausgabe
Kritische Edition, Kommentare und Einleitungen:
- Grund zur Homosexualität. Vorlesungen zu einer neuen psychoanalytischen Theorie der Homosexualität. Frommann-Holzboog, Stuttgart 2015 (LSW 1), ISBN 978-3-7728-2681-8. (Open Access)
- Land ohne Wiederkehr. Auf der Suche nach einer neuen psychoanalytischen Theorie der Homosexualität. Frommann-Holzboog, Stuttgart 2018 (LSW 2), ISBN 978-3-7728-2682-5. (Open Access)
- Raubmord und Verrat. Eine Analyse von Freuds Irma-Traum. Frommann-Holzboog, Stuttgart 2020 (LSW 3), ISBN  978-3-7728-2683-2.
- Freiwillige Knechtschaft. Masochismus und Moral. Frommann-Holzboog, Stuttgart 2021 (LSW 4). ISBN 978-3-7728-2684-9.
- Kissing Kissing & Killing in Kyoto. Gesammelte Aufsätze und Artikel 1983–2001. Frommann-Holzboog, Stuttgart (in Vorbereitung, (LSW 5). ISBN 978-3-7728-2685-6.

Artikel (Auswahl)
- Aufschneiden, Einschneiden, Spalten, Löchern. Männliche Praktiken der Überwindung von Differenz aus psychoanalytischer Perspektive. In: Martina Läubli, Sabrina Sahli (Hrsg.): Männlichkeiten denken. Aktuelle Perspektiven der kulturwissenschaftlichen Masculinity Studies. Transcript, Bielefeld 2011, ISBN 978-3-8376-1720-7, S. 125–149.